# 안찬이
안찬이(1984년 7월 26일 ~)는 대한민국의 성우이고, 2008년 KBS 33기로 입사했으며 한국방송 성우극회 소속입니다.

## 주요 출연작품

### 애니메이션
- 반지의 호기심 (챔프) - 반지
- 명탐정 코난 (15기) (투니버스) - 이진주
- 시간을 달리는 소녀 - 유리
- 피들리 팜 (KBS) - 아라

### 영화
- 적인걸: 측천무후의 비밀 (KBS) - 왕야의 부인(부형윤)
- 이클립스 (KBS) - 벨라 (크리스틴 스튜어트)
- 싱 스트리트 (KBS) - 라피나(루시 보인턴)

### 외화
- 닥터 후 (KBS) - 클라라 오스왈드(제나 루이스 콜먼) / 토비(오스카 로이드) / 소녀
- 신드바드 (KBS) - 쿠지 (한나 투인튼)
- 삼국지 (KBS) - 손상향 (린신루)
- 오펀 블랙 (KBS) - 제니스 벡위드 (진 윤)